# Sans Sarah, rien ne va !
Pour plus de détails, voir Fiche technique et Distribution.
Sans Sarah, rien ne va ! ou Oublie Sarah Marshall (au Québec) (titre original : Forgetting Sarah Marshall) est un film américain réalisé par Nicholas Stoller, sorti en 2008.

## Synopsis
Peter Bretter est un obscur musicien dont la renommée reste à faire. Depuis cinq ans, il est le petit ami de l'actrice Sarah Marshall, star de la série télévisée Crime Scene, dont il écrit la partition musicale. Mais un jour, alors que Peter est nu, Sarah arrive dans leur appartement et lui annonce qu'elle le quitte pour un autre. Désespéré, il couche avec d'autres femmes, mais ne parvient pas à surmonter son chagrin. Pour oublier ses malheurs et son ex, il décide de partir en vacances à Hawaï et d'y trouver un hôtel. Mais cette décision s'avère être une très mauvaise idée : Sarah a eu la même idée, et de plus, est descendue au même hôtel... avec son nouvel amant, Aldous Snow, rocker anglais renommé. Voyant sa situation, Rachel, la ravissante et sympathique réceptionniste de l'hôtel, décide de laisser Peter occuper une suite de l'hôtel gratuitement.
Il décide de noyer au départ son chagrin dans les cocktails, mais se console grâce à la présence de Rachel, avec laquelle il noue une amitié, puis pour qui il développe des sentiments...

## Fiche technique
- Titre original : Forgetting Sarah Marshall
- Titre français : Sans Sarah, rien ne va !
- Titre québécois : Oublie Sarah Marshall
- Réalisation : Nicholas Stoller
- 1er assistant réalisateur : Gary Marcus
- 2e assistant réalisateur : Dawn Massaro
- Scénario : Jason Segel
- Photographie : Russ T. Alsobrook
- Montage : William Kerr
- Musique : Lyle Workman (en)
- Direction artistique : Scott Meehan et Alicia Maccarone
- Décors : K.C. Fox
- Création des décors : Jackson De Govia (de)
- Costumes : Leesa Evans
- Casting : Jeanne McCarthy
- Producteurs : Judd Apatow et Shauna Robertson
- Producteurs exécutif : Rodney Rothman et Richard Vane
- Sociétés de production : Apatow Productions, Universal Pictures
- Sociétés de distribution : Universal Pictures (États-Unis et Québec), Paramount Pictures (France)
- Budget : 30 millions de dollars
- Langues : anglais, hawaïen, allemand, japonais
- Tournage : du 15 avril 2007 au 15 juillet 2007
- Box-office États-Unis : 63 172 463 dollars [1] ♦ France : 85 183 entrées[2]
- Box-office Mondial : 105 173 115 dollars [1]
- Format : Couleur— 35 mm — 1.37:1 (certaines scènes) - 1.78:1 (certaines scènes) - 1.85:1 — Son : Dolby Digital - DTS - SDDS
- Genre : Comédie dramatique, Comédie romantique
- Durée : 111 minutes (version cinéma), 118 minutes (version non censurée)
- Dates de sortie en salles:
  -  États-Unis,  Canada : 18 avril 2008
  -  France : 18 juin 2008

## Distribution
- Jason Segel (VF : Jérôme Rebbot - VQ : Patrice Dubois) : Peter Bretter
- Kristen Bell (VF : Laura Blanc - VQ : Pascale Montreuil) : Sarah Marshall
- Mila Kunis (VF : Laëtitia Lefebvre - VQ : Camille Cyr-Desmarais) : Rachel Jansen
- Russell Brand (VF : Mathieu Geczy - VQ : Hugolin Chevrette) : Aldous Snow
- Bill Hader (VF : Fabrice Josso - VQ : Gilbert Lachance) : Brian Bretter
- Liz Cackowski (en) (VF : Virginie Méry) : Liz Bretter
- Maria Thayer (VQ : Mélanie Laberge) : Wyoma
- Jack McBrayer (VF : Stéphane Miquel - VQ : Philippe Martin) : Darald
- Teila Tuli: Kimo
- Da'Vone McDonald : Dwayne, le barman
- Steve Landesberg (VQ : Marc Bellier) : Dr. Rosenbaum
- Jonah Hill (VF : Charles Pestel - VQ : Olivier Visentin) : Matthew, le serveur
- Paul Rudd (VF : Cédric Dumond - VQ : François Godin) : Chuck, alias Kunu, le professeur de surf
- Taylor Wily (VF : Jean-Luc Atlan) : Kemo
- Kala Alexander : Greg
- Kalani Robb : un serveur
- Francesca DelBanco : l'hôtesse au buffet
- Branscombe Richmond (VF : Hervé Bellon) : Keoki, le propriétaire du bar
- Billy Bush : lui-même
- William Baldwin (VF : Julien Kramer - VQ : Daniel Picard) : lui-même - interprète du detective Hunter Rush dans Crime Scene
- Jason Bateman (VF : Bruno Choël[3] - VQ : Pierre Auger) : lui-même - interprète du détective dans Animal Instincts
- Peter Gray Lewis : le suspect dans Animal Instincts
- Trula M. Marcus : l'avocat dans Crime Scene
- Kirk Fox : Mixer
- June Diane Raphael : Ann at the Bar
- Ahna O'Reilly : Leslie
- Tanisha Harper : Mannequin
- Carla Gallo : Gag Me Girl
- Murray Miller : Un photographe
- Carla Alapont : La fille sexy
- Kristen Wiig : Prahna, la prof de yoga (visible dans la version non censurée)

Photos des acteurs principaux
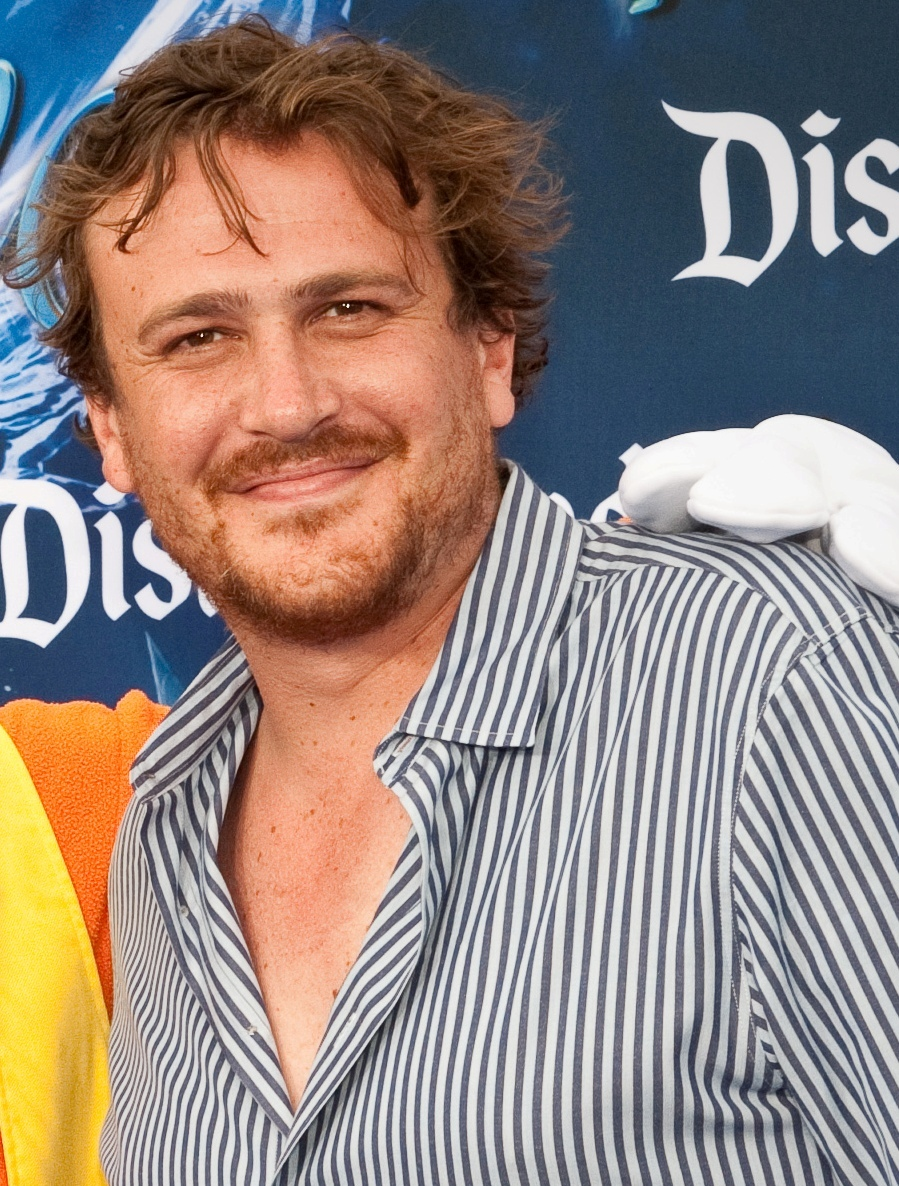
Jason Segel (Peter Bretter)
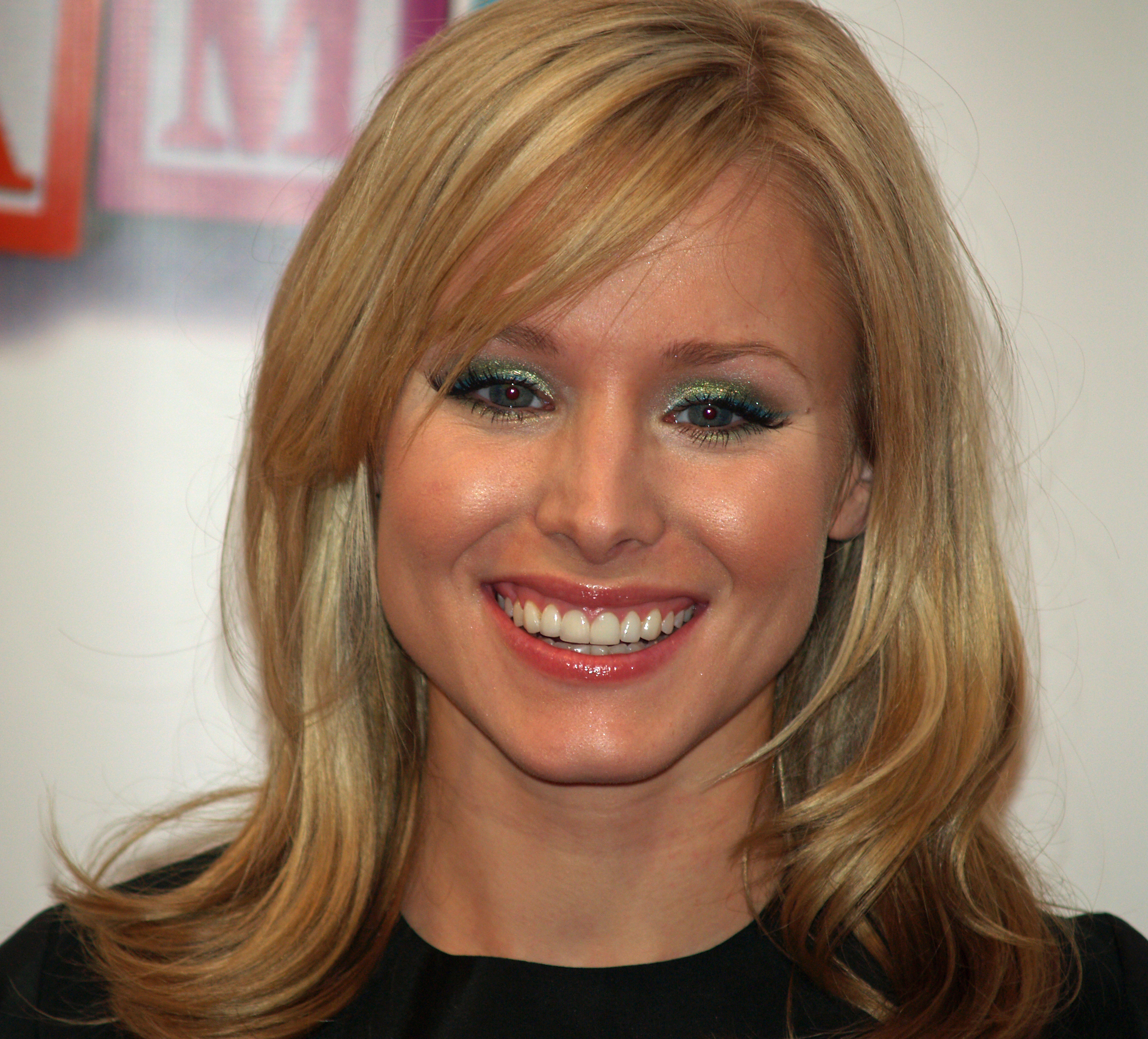
Kristen Bell (Sarah Marshall)
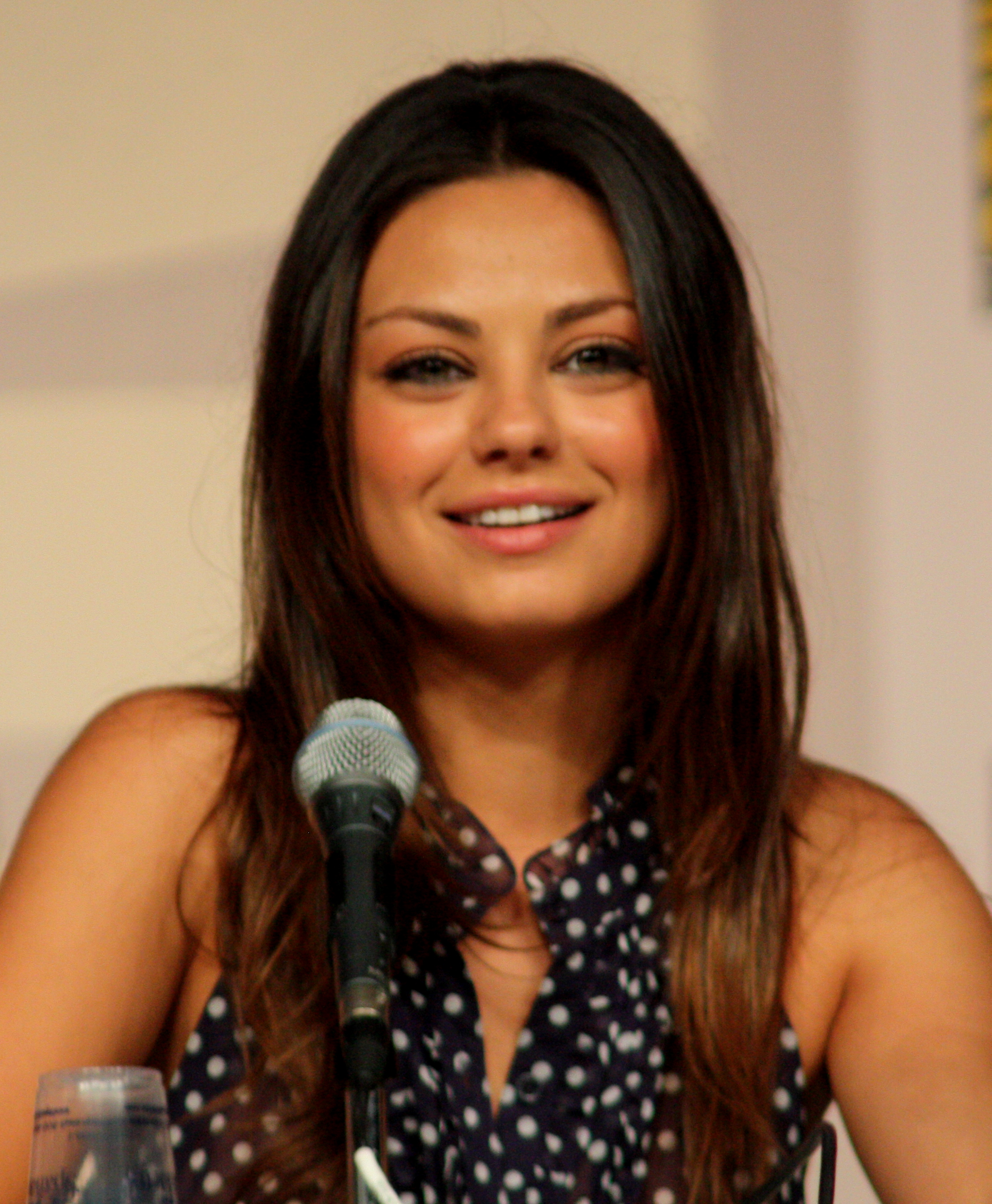
Mila Kunis (Rachel Jansen)
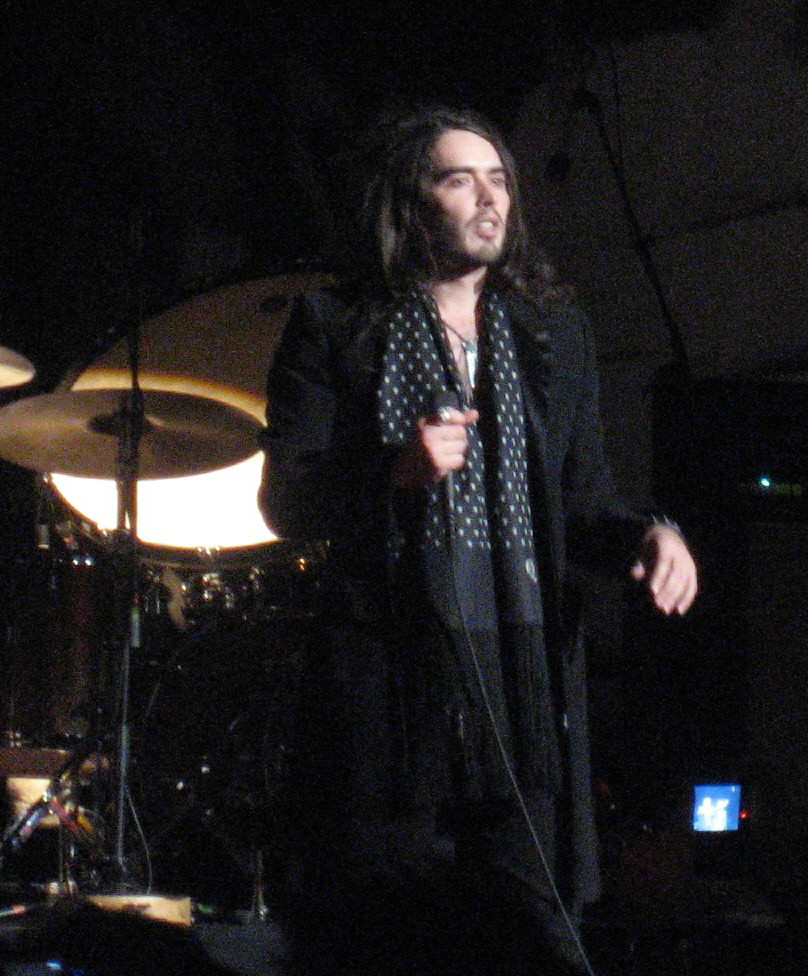
Russell Brand (Aldous Snow)
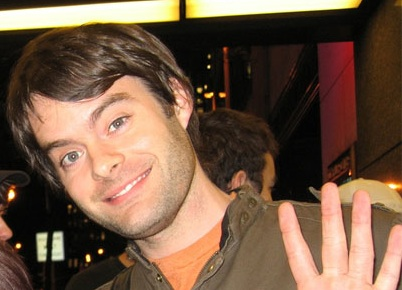
Bill Hader (Brian Bretter)
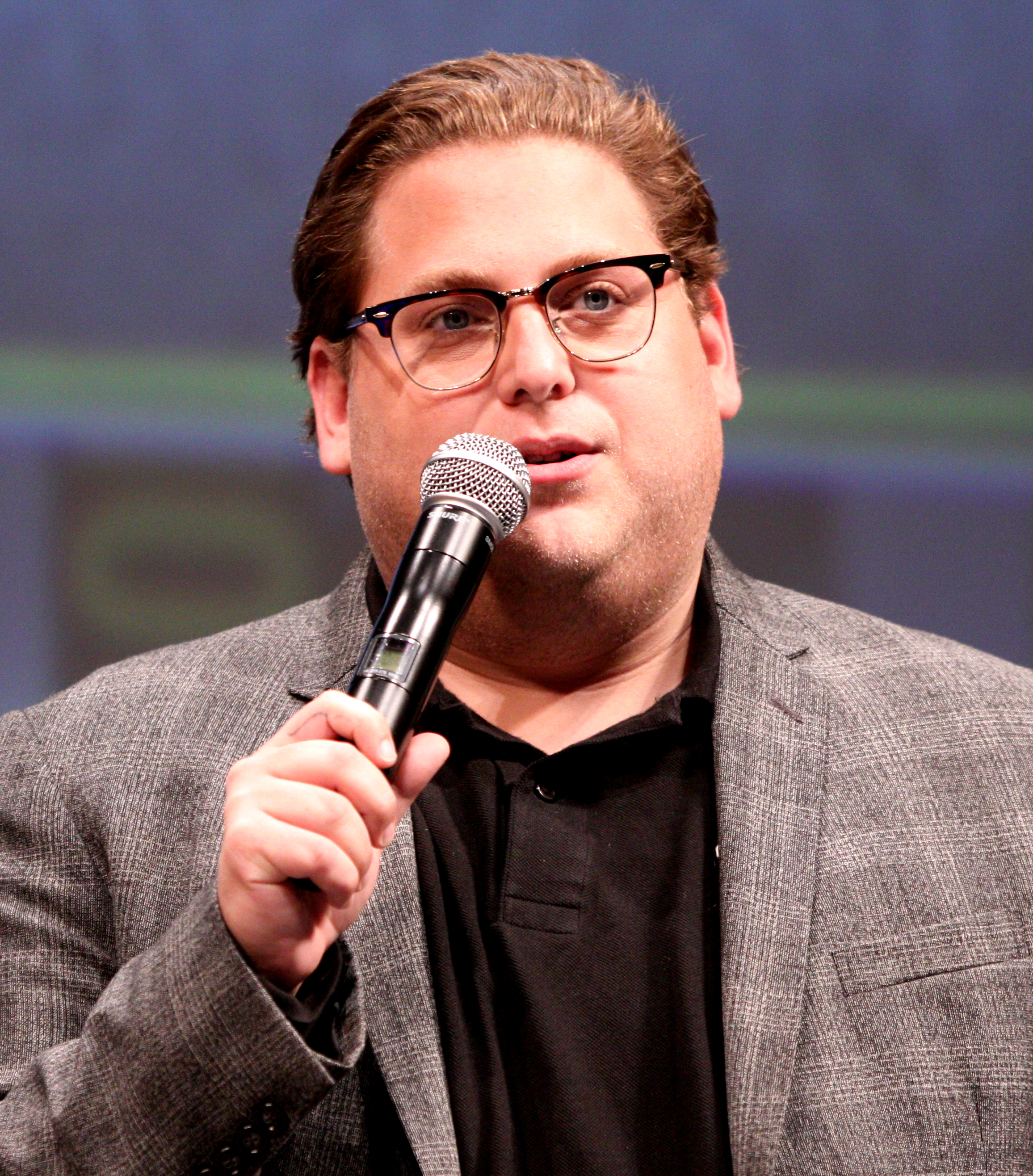
Jonah Hill (Matthew)
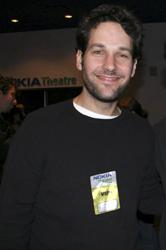
Paul Rudd (Chuck, alias Kunu)
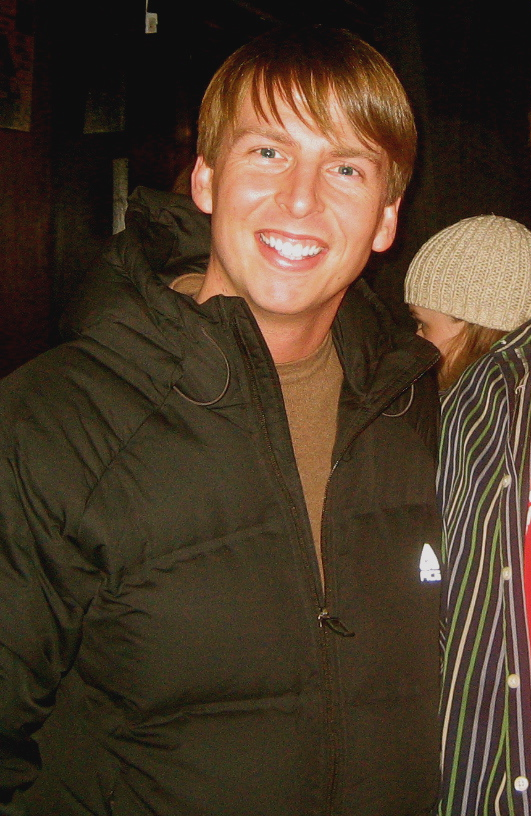
Jack McBrayer (Darald)

## Réception
Sans Sarah rien ne va reçoit des avis positifs de la part de nombreux critiques. En janvier 2009, le film obtient 84 % de commentaires positifs sur Rotten Tomatoes (sur 184 au total), le consensus étant que le film « a su trouver un parfait équilibre entre comédie romantique et humour grivois. » Metacritic lui décerne la moyenne de 67 sur 100 (sur 37 commentaires).
Matt Pais du Chicago Tribune écrit que c'est « le genre de film que l'on pourrait regarder toute la journée parce que, telle une idylle naissante, on ne se lasse pas de sa compagnie et on est simplement heureux de voir où ça nous mène. » Richard Roeper salue le film pour ses moments hilarants et affirme qu'il pourrait devenir un classique, ajoutant même qu'il le compterait parmi ses cinquante comédies préférées de tous les temps.
Le magazine Entertainment Weekly décerne au film la note B+.
Lors de son premier week-end d'exploitation, le film rapporte 17,7 millions de dollars en 2798 salles aux États-Unis et au Canada, se classant 2e au box-office derrière Le Royaume interdit, avec une moyenne de 6 335 dollars par salle aux États-Unis et au Canada, moins bien que les précédentes productions d'Apatow telles que SuperGrave, En cloque, mode d'emploi, 40 ans, toujours puceau et Ricky Bobby : roi du circuit, mais fait mieux que Walk Hard - L'histoire de Dewey Cox et Drillbit Taylor, garde du corps.
En février 2009, Sans Sarah rien ne va a rapporté 105,8 millions de dollars dans le monde entier, dont 63,2 millions de dollars en Amérique du Nord et 42,6 millions de dollars ailleurs dans le monde.

## À noter
- Kristen Wiig apparaît dans le film dans le rôle de la professeur de gym. Ses scènes, coupées au montage, sont visibles sur la version non censurée.
- La marionnette de Dracula que Peter utilise pour son spectacle ressemble fortement au Comte Von Count de 1, rue Sésame.
- Le personnage d'Aldous Snow réapparaît dans le film American Trip, sorti en salles en juin 2010 aux États-Unis.
- D'après Nicholas Stoller, la photo de Mila Kunis montrant ses seins dans le bar est truquée[4].
- Pour écrire le scénario du film, Jason Segel s'est inspiré de son expérience de la rupture, celle qu'il a vécue avec l'actrice Linda Cardellini, avec qu'il était en couple au moment de Freaks and Geeks et trois autres ruptures avec trois autres femmes[4]. De plus, il a dû réduire la première version du scénario à 120 pages (elle en faisait 2000 au départ)[5].
- Kristen Bell s'est blessée au genou lors du tournage d'une des scènes à cheval, qui ne se retrouvent pas dans le montage final, mais elle peut encore être vue marcher en boitant dans les scènes vers la fin du film[4].